# رينيه سليخرس
رينيه جوسينا آنا سليخرس (من مواليد 5 فبراير 1989) هي مدربة كرة قدم ولاعبة هولندية، المدير الفني مع نادي أرسنال للسيدات في دوري السوبر للسيدات، تعتبر أفضل إنجازتها كمديرة فنية مع نادي أرسنال تحققها دوري أبطال أوروبا للسيدات 2024–25 بعد الفوز في نادي نهائي دوري أبطال أوروبا للسيدات 2025 على حساب نادي برشلونة بهدف دون مقابل، بعدماً 18 عاماً حيث يعود آخر ظهور لنادي أرسنال في نهائي أبطال أوروبا للسيدات إلى عام 2007، كان اسمه آنذاك كأس الاتحاد الأوروبي للسيدات)، كانت رينيه لاعبة خط وسط شابة تبلغ من العمر 18 عامًا وكانت تقترب من نهاية عام قضته في أكاديمية نادي أرسنال.ورغم أن أرسنال كان الفريق الأضعف قبل انطلاق المباراة، إلا أنه أحبط برشلونة الذي فاز بثلاث من آخر أربع نهائيات، وفاز بأول لقب أوروبي للسيدات منذ عام 2007 بفضل هدف الفوز الذي أحرزته اللاعبة البديلة ستينا بلاكستينيوس.
كلاعبة وسط مثلت نادي فيليم تيلبورغ، بالإضافة إلى ناديي ديورغاردنز ولينكوبينغ إف سي السويديين. شاركت في 55 مباراة دولية مع منتخب هولندا لكرة القدم للسيدات، وشاركت في بطولة أمم أوروبا للسيدات 2013. بعد اعتزالها دخلت المجال التدريبي في السويد، وقضت موسمين كمدربة لنادي روزنغارد. انضمت إلى أرسنال في سبتمبر 2023، وعملت كمدربة مساعدة تحت قيادة يوناس إيديفال، وأصبحت المدربة المؤقتة في أكتوبر 2024، بعد استقالته. وعينت نطلع عا 2025 مديرة فنية لفريق أرسنال لكرة القدم للسيدات، ووقعت عقدًا حتى نهاية موسم 2025-26. وبعد خمسة أشهر من تعيينها، فازت مع أرسنال بدوري أبطال أوروبا للسيدات.

## مسيرتها الكروية
بدأت مسيرتها الكروية مع فريق سومرين المحلي. ثم أمضت فترةً مع آرسنال بين عامي 2006 و2007، قبل أن تعود إلى بلدها الأم لتبدأ مسيرتها الكروية مع نادي فيليم الثاني. في عام 2011 غادرت رينيه نادي فيليم الثاني للانضمام إلى نادي ديورغاردنز السويدي. عندما هبط ديورغاردنز إلى الدرجة الثانية في عام 2012، انتقلت إلى نادي لينكوبينغ لكرة القدم في الموسم التالي. أدت إصابة خطيرة في الركبة تعرضت لها في نوفمبر 2016 إلى نهاية مسيرة سليجرز الكروية، واضطرت إلى إعلان اعتزالها في فبراير 2018.

## مسيرتها الدولية
في 5 مارس 2009، ظهرت لأول مرة مع منتخب هولندا لكرة القدم للسيدات، ضد منتخب روسيا لكرة القدم للسيدات في كأس قبرص للسيدات. ولم تُختار ضمن تشكيلة الفريق حيث وصلت هولندا إلى نصف نهائي بطولة أمم أوروبا للسيدات 2009 وخرجت من البطولة من أمام منتخب إنجلترا لكرة القدم للسيدات. في يونيو 2013، تم اختيارها من قبل مدرب المنتخب الوطني روجر رينرز ضمن تشكيلة هولندا المشاركة في بطولة أمم أوروبا للسيدات 2013 في السويد. في مارس 2016، اختارها مدرب المنتخب الوطني أريان فان دير لان ضمن تشكيلة هولندا لبطولة التصفيات الأولمبية للسيدات 2016، حيث شاركت مع هولندا في مباراتي النرويج والسويد.
أُصيبت رينيه بخيبة أمل عندما أبعدتها إصابة في الركبة عن بطولة أمم أوروبا للسيدات 2017، التي استضافتها هولندا، وكانت قد غابت سابقًا عن كرة القدم لمدة عام ونصف بسبب إصابة في الحوض.

## المسيرة الإدارية والتدريبية
دربت سليجرز فريق نادي ليمهامن بونكيفلو تحت 19 عامًا في موسم 2018، ثم رُقّيت إلى منصب المدربة الرئيسية في نوفمبر 2018. في مارس 2021، عُيّنت مدربة رئيسية لمنتخب السويد تحت 23 عامًا. ثم تولت إدارة نادي روزنغارد بي، قبل أن تخلف جوناس إيديفال كمدربة رئيسية للفريق الأول للنادي في يونيو 2021. قادت سليجرز الفريق إلى لقبين متتاليين في الدوري السويدي الممتاز في عامي 2021، 2022. ثم تركت المنصب في أبريل 2023.

### نادي أرسنال
في سبتمبر 2023، انضمت سليجرز إلى نادي آرسنال، حيث أصبحت مساعدة مدرب إيديفال. في 15 أكتوبر 2024، بعد استقالة إيديفال من منصبه كمدرب رئيسي، تولى سليجرز منصب المدرب الرئيسي المؤقت. تحت قيادة سليخرس، لم يُهزم أرسنال في إحدى عشرة مباراة، وتأهل إلى ربع نهائي دوري أبطال أوروبا للسيدات 2024-25، متصدرًا مجموعته. في 17 يناير 2025، أُعلن عن تعيين سليخرس مدربًا رئيسيًا، بعقد لمدة عام ونصف. في 24 مايو 2025، قادت سليخرس فريق أرسنال إلى لقب دوري أبطال أوروبا للسيدات للمرة الثانية، بفوزها على نادي برشلونة للسيدات بنتيجة 1-0 في نهائي دوري أبطال أوروبا للسيدات 2025. في الموسم المحلي 2024-25، تحت قيادة رينيه سليخرس، وصل أرسنال إلى نصف نهائي كأس الدوري وربع نهائي كأس الاتحاد الإنجليزي. واحتل أرسنال المركز الثاني في الدوري الممتاز للسيدات.

## الإنجازات

### إنجازاتها كلاعبة
نادي لينكوبينج
- دامالسفينسكان: 2016
- سفينسكا كوبين: 2013–14، 2014–15

### إنجازاتها كمديرة فنية
نادي روزنغارد
- دامالسفينسكان: 2021، 2022
- كأس السويد للسيدات: 2021-22

نادي ارسنال
- دوري أبطال أوروبا للسيدات: 2024–25